# Jennings Promontory
Die Jennings Promontory ist ein markantes und felsiges Vorgebirge an der Ingrid-Christensen-Küste des ostantarktischen Prinzessin-Elisabeth-Lands. Es liegt am östlichen Rand des Amery-Schelfeises zwischen den Branstetter Rocks und dem Kreitzer-Gletscher.
Der US-amerikanische Kartograf John Hobbie Roscoe (1919–2007) kartierte das Vorgebirge 1952 anhand von Luftaufnahmen, welche die United States Navy bei der Operation Highjump (1946–1947) angefertigt hatte. Roscoe benannte es nach Leutnant James C. Jennings, Kopilot und Navigator bei Flügen der Operation Highjump für Luftaufnahmen im Gebiet dieses Vorgebirges.